# Cmentarz na zboczu Jawornika Wielkiego
Cmentarz na zboczu Jawornika Wielkiego – cmentarz znajdujący się na północnym zboczu góry Jawornik Wielki w Górach Złotych.

## Położenie
Cmentarz znajdował się na wysokości 748 m n.p.m. Znajdował się 360 m na północ od szczytu Jawornik Wielki, w Górach Złotych.

## Historia
Cmentarz powstał w 1633 roku w czasie wojny trzydziestoletniej. Pierwotnie otoczony był murem. Na cmentarzu zostały pochowane ofiary dżumy i cholery. Wśród nich znalazło się 897 mieszkańców Złotego Stoku oraz 394 osoby, które szukały schronienia w mieście. W tym czasie życie straciło ⅔ mieszkańców Złotego Stoku. Współcześnie w miejscu cmentarza znajduje się kamienna płyta z wyrytym krzyżem i datą 1633 osadzona na kamieniu.

## Szlaki turystyczne
- – Główny Szlak Sudecki im. Mieczysława Orłowicza

## Galeria

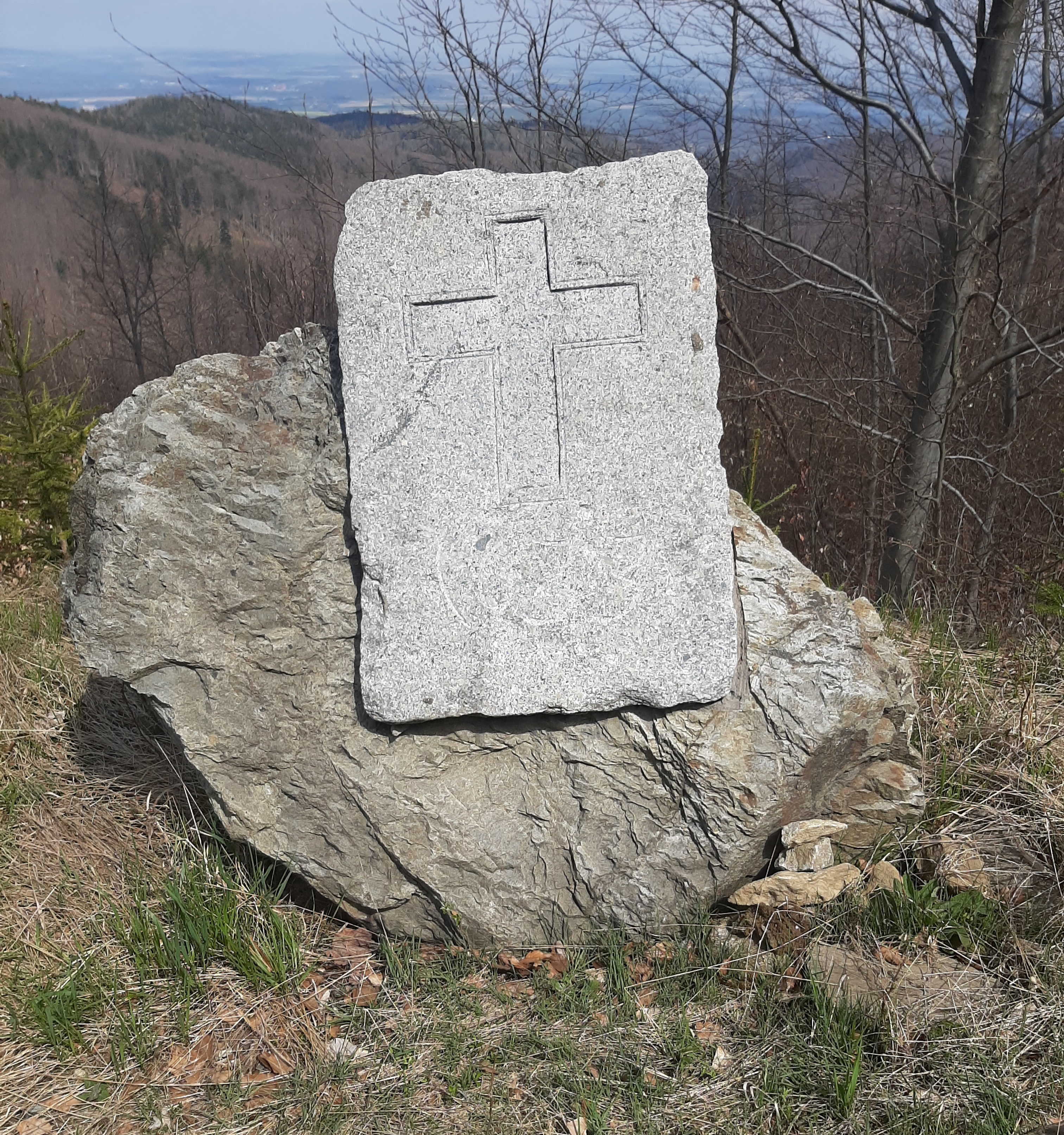
płyta pamiątkowa